# JVM (기업)
주식회사 JVM은 대한민국의 병원 및 약국 자동화 관련 장비와 소프트웨어 개발 및 제조 판매 기업으로, 한미약품의 자회사이다.
현재 59개 국가에서 제품을 판매하고 있으며,2023년 기준 지역별로 매출비중은 한국 52%, 유럽 25%, 북미 15%, 기타 8% (중국, 호주 등)이였다.

## 같이 보기
- 한미약품